# Whistle (песня Blackpink)
«Whistle»  (кор. 휘파람; ром: Hwi-param, переводится как «Свист») - сингл южнокорейской гёрл-группой Black Pink. Он был выпущен 8 августа 2016 года одновременно с клипом «Boombayah» с дебютного мини-альбома Square One. Текст был написан B.I, Тедди Паком и Bekuh Boom и Future Bounce.
Дебютное телевизионное выступление Blackpink состоялось 14 августа 2016 года на канале SBS Inkigayo, где Blackpink исполнили «Whistle» вместе с «Boombayah». Песня имела коммерческий успех, а песня заняла первое место в цифровом чарте Gaon. Это была первая дебютная песня группы, которая достигла статуса «perfect all-kill» в южнокорейских чартах. Песня также была использована в пилотном эпизоде американского сериала Жирным шрифтом на канале Freeform.

## Предыстория и релиз
29 июня 2016 года YG Entertainment опубликовал тизеры с окончательным составом и название группы. 6 августа лейбл анонсировал название второго заглавного трека. 8 августа "Whistle" был выпущен одновременно с "Boombayah" в рамках альбома Square One. 29 августа 2017 года была выпущена японская версия песни.

## Композиция
Песня была написана B.I, Тедди Паком, Future Bounce и Bekuh Boom. Продюсерами выступили Тедди Пак, Future Bounce и Bekuh BOOM.
Сингла записан в тональности си мажор, темп составляет 103 ударов в минуту, а длиться она 3 минуты и 32 секунды.
Жанр песни был охарактеризован как танцевальный хип-хоп трек, совмещающий в себе свистящие мотивы и минималистичную мелодию драм-н-бейса.

## Музыкальное видео
Музыкальное видео на "Whistle" было снято Бомджином Дж. Из VM Project Architecture и было выпущено на официальном канале Blackpink на YouTube 8 августа 2016 г. . За пять дней он превысил почти десять миллионов просмотров. Видео с практикой хореографии для "Whistle" было выпущено 18 августа 2016 года. По состоянию на июнь 2020 года, количество просмотров видео превысило 500 миллионов.

## Продвижение
Blackpink начали появляться в телевизионных музыкальных программах Южной Кореи с трансляции Inkigayo 14 августа 2016 года, где они получили свой первый трофей за «Whistle» неделю спустя, тем самым став самой быстрой женской группой, достигшей такого результата.

## Творческая группа
| - Джису — ведущая вокалистка - Дженни — основной рэпер, вокалистка - Розэ — основная вокалистка, ведущий танцор - Лиса — основной танцор, ведущий рэпер, саб-вокалистка | - Тедди Пак — автор текста, композитор, арранжировщик - Bekuh Boom — автор текста, композитор - Future Bounce — композитор, арранжировщик - B.I — автор текста |

## Критика
Джефф Бенджамин из Billboard K-Town полагает, что Blackpink «[охватывает] чувственность хип-хопа и клубных звуков, благодаря которым их предщественники завоевали международное признание», имея в виду своих коллег по лейблу Psy, Big Bang и 2NE1. Он также заявил, что песня «объединяет страстное пение и юношеский хип-хоп с минимальным драм-н-бейсом и бесспорным свистом» . Бриттани Спанос из Rolling Stone поместила Blackpink в свой список «10 новых артистов, которых вам нужно знать: сентябрь 2016», сказав: «[После бума звуков и высококлассных твитов, заразительный «Whistle» кажется идеальным поп-обновлением . Джоуи Нолфи из Entertainment Weekly сказал, что песня «быстро разжигает жар, сочетая неотразимые щелчки пальцев, сахаринный мостик, рифы электрогитары, гигантский бас и, конечно же, свист ... это звучало бы не совсем неуместно, занимая высокое положение в американских чартах» .
| Журнал    | Награда                                | Место / Год | Прим.  |
| --------- | -------------------------------------- | ----------- | ------ |
| Medium    | 25 лучших песен К-попа 2010-х гг.      | 6           | [ 17 ] |
| Billboard | 100 величайших песен К-попа 2010-х гг. | 26          | [ 18 ] |

## Коммерческие выступления
В Южной Корее "Whistle" получил статус "perfect all-kill" - статус, при котором песня возглавляет все хит-парады, как ежедневные, так и в реальном времени, а также возглавляет еженедельный Instiz iChart. Это сделало Blackpink первой и на сегодняшний день единственной группой, которая достигла такого статуса со своим дебютным синглом. «Whistle» занял первое место в Gaon Digital Chart в выпуске чарта от 7–13 августа 2016 г. с проданными 150 747 загрузками - больше, чем компонент Download Chart - и 4 302 547 потоками .По состоянию на ноябрь 2019 года в Южной Корее песня была загружена в цифровом виде более чем в 2 500 000 раз.
В Соединенных Штатах "Whistle" занял 2-е место в чарте Billboard World Digital Songs. Обе песни с сингла "Square One" разошлись примерно по 6000 скачиваний каждая, а "Boombayah" продавалась чуть больше. На второй неделе в чарте "Whistle" занял 3-е место.

## Чарты
| Чарт (2016-17)                        | Высшая позиция |
| ------------------------------------- | -------------- |
| Финляндия (Suomen virallinen lista)   | 24             |
| Филиппины (Philippine Hot 100)        | 95             |
| Республика Корея (Gaon Digital Chart) | 1              |
| США (orld Digital Songs, Billboard)   | 2              |

## Награды
| Год  | Организация             | Награда             | Итог   | Прим.  |
| ---- | ----------------------- | ------------------- | ------ | ------ |
| 2017 | Gaon Chart Music Awards | Песня года – Август | Победа | [ 27 ] |

### Награды музыкальных шоу
| Программа          | Дата             | Ссылки |
| ------------------ | ---------------- | ------ |
| Inkigayo (SBS)     | 21 августа 2016  | [ 28 ] |
| Inkigayo (SBS)     | 11 сентября 2016 | [ 29 ] |
| M Countdown (Mnet) | 8 сентября 2016  | [ 30 ] |

## Интересные факты
Достижения песни на платформе Youtube:
- третья песня группы, которая набрала 100 миллионов просмотров на  Youtube (после «Boombayah» и «Playing with Fire»[31];
- четвертая песня группы, которая набрала 200 миллионов просмотров (6 апреля 2018)[31];
- седьмая песня группы, которая набрала 600 и 700 миллионов просмотров[31][32].
- девятая песня группы, которая набрала 8 миллионов лайков[31];
- За 2021 года клип песни набрал более 100 миллионов просмотров[31].

Достижения песни на платформе Spotify:
- Запись живого выступления песни на концерте «THE SHOW» превысила отметку в 1 миллион прослушиваний. Это девятая песня, достигшая такого результата[31].

## Комментарии
1. ↑  Некоторые реперы могут также занимать позицию саб-вокалиста. Это означает, что они также исполняют вокальные партии, но реже, чем остальные участники группы.